# Бузмаков, Валентин Игоревич
Валентин Игоревич Бузмаков (род. 17 апреля 1985 года) — бывший российский гандболист, левый полусредний сборной России; главный тренер клуба «Пермские медведи» и тренер сборной России.

## Карьера
Воспитанник астраханского гандбола. Первый тренер — Мазуренко Надежда Николаевна. Профессиональный наставник в дальнейшем — Бородин Владимир Михайлович.
С 2003 года выступал в составе ГК «Автодор-Динамо». Вице-чемпион России 2004, 2005, 2006, 2007, 2008 годов.
Сезон 2008/09 года провёл в ГК «Авиатор».
С 2009 года выступает в составе ГК «Пермские медведи». В составе пермского клуба становился обладателем Кубка России (2014), дважды (2014, 2015) завоёвывал бронзу чемпионата России, серебро (2012) и бронзу (2015) Кубка России. С сезона 2016/2017 является играющим главным тренером команды.
Привлекался в сборную России.
Окончил Астраханский государственный университет.